# 2002년 동계 올림픽 노르웨이 선수단
2002년 동계 올림픽 노르웨이 선수단은 2002년 2월 8일부터 24일까지 미국 솔트레이크시티에서 열린 2002년 동계 올림픽에 참가한 올림픽 노르웨이 선수단이다.

## 메달 집계
| 종목 | 1 | 2 | 3 | 합계 |
| 종목 | ' | ' | ' | '    |
| 종목 | ' | ' | ' | '    |
| 종목 | ' | ' | ' | '    |
| 합계 | ' | ' | ' | '    |

### 메달리스트
금메달
- 셰틸 안드레 오모트
- 올레 에이나르 비에른달렌
- 프로데 에스틸
- 토르 아르네 헤틀란
- 토마스 알스고르
- 카리 트로